# Hans Wislicenus
Hans Wislicenus (Weimar, 3 december 1864 – Berlijn, 13 december 1939 ) was een Duitse portret-, historie- en genreschilder.

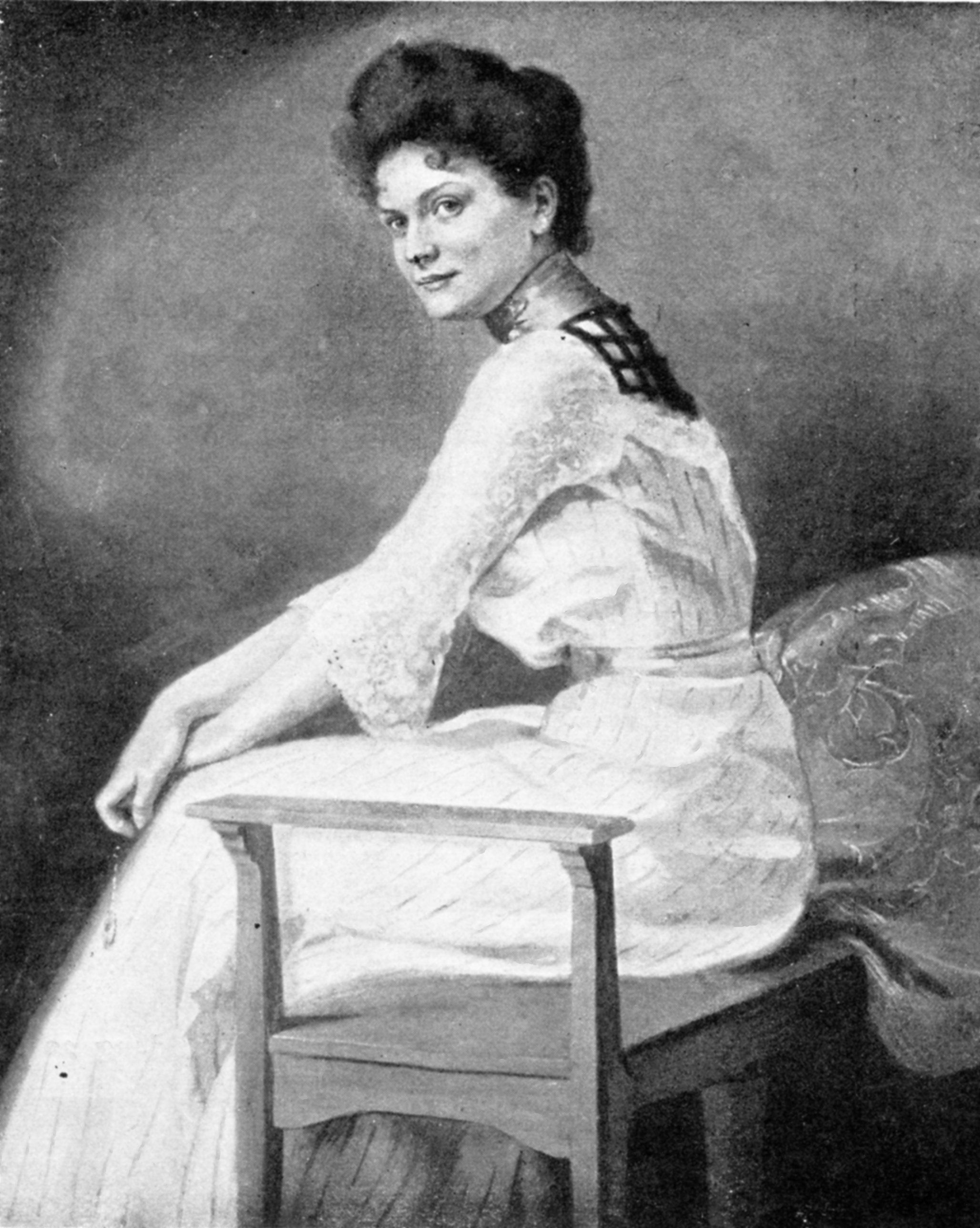
Schilderij Damenbildnis uit 1901, waarschijnlijk van zijn vrouw Lilli Wislicenus-Finzelberg.

## Biografie

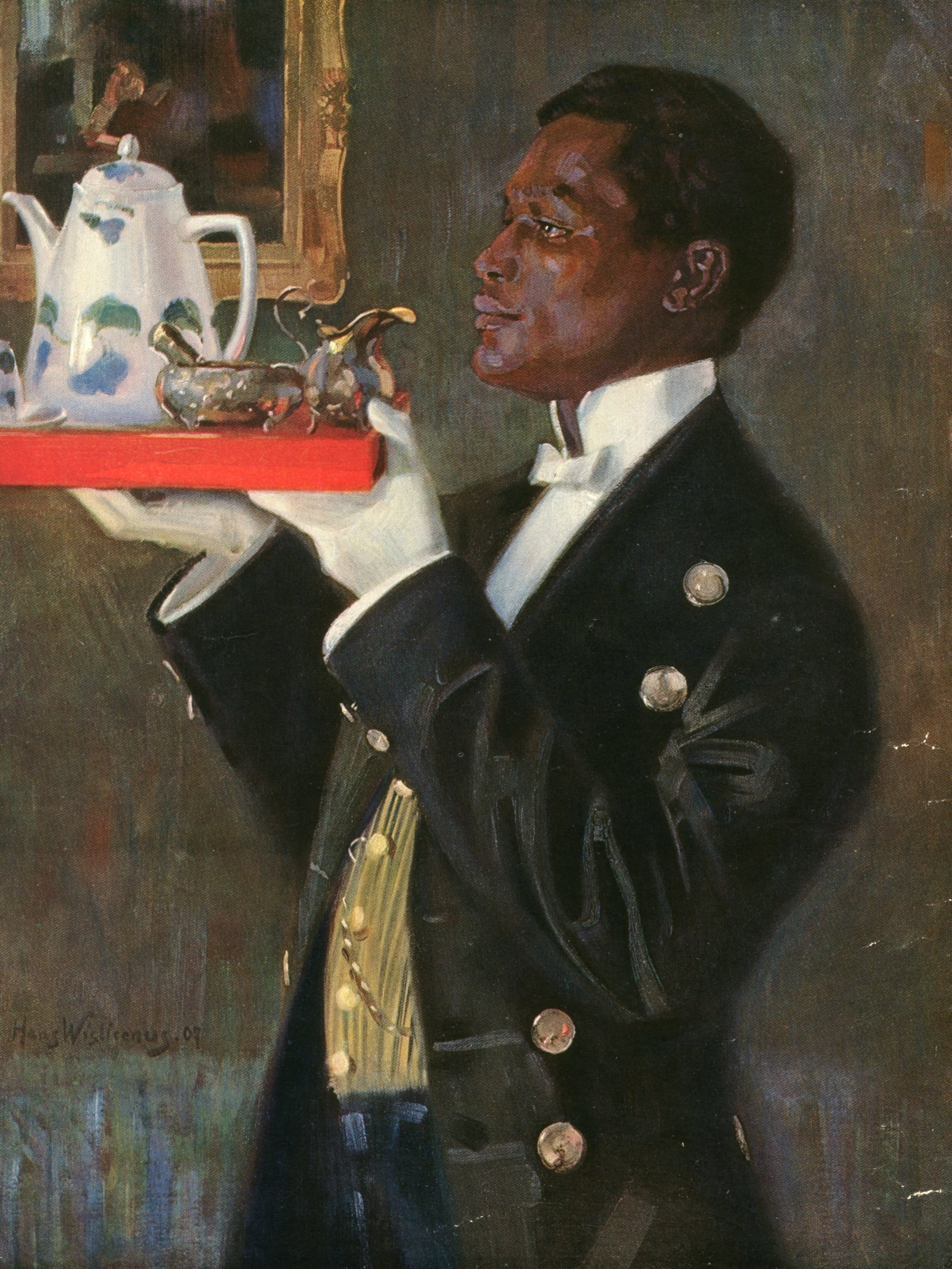
Das rote Tablett uit 1907

Hans Wislicenus was de derde van vier kinderen van de historieschilder Hermann Wislicenus. Hij studeerde eerst van 1882 tot 1889 aan de kunstacademie van Düsseldorf en daarna in Parijs. Hans Wislicenus exposeerde voor het eerst op de Internationale Kunsttentoonstelling in Berlijn in 1891. In de daaropvolgende jaren exposeerde hij ook regelmatig op de jaarlijkse Großen Berliner Kunstausstellung.
In 1896 trouwde hij met zijn nicht Lilli Wislicenus-Finzelberg, die van haar negende tot haar vijftiende in het huishouden van Hermann Wislicenus was grootgebracht. In 1898 kregen Hans en Lilly een zoon: Hans Hermann Wislicenus, die later de schildersnaam Jean Visly zou aannemen.
In latere jaren specialiseerde Hans Wislicenus zich in het portretteren van de rijke Berlijnse burgerij.
Hans Wislicenus stierf op 13 december 1939, net één dag vóór het overlijden van zijn vrouw, Lilli Wislicenus-Finzelberg. Hij ligt naast zijn vader en vrouw begraven op de begraafplaats van Wilmersdorf. Het graf is versierd met het grafbeeld van een rouwende vrouw, dat zijn echtgenote Lilli Wislicenus-Finzelberg in 1910 had gemaakt.

## Bron
- Dit artikel of een eerdere versie ervan is een (gedeeltelijke) vertaling van het artikel Hans Wislicenus op de Duitstalige Wikipedia, dat onder de licentie Creative Commons Naamsvermelding/Gelijk delen valt. Zie de bewerkingsgeschiedenis aldaar.

- Gemeinsame Normdatei: 11741302X
- International Standard Name Identifier: 0000 0000 6853 0367
- RKD-Nederlands Instituut voor Kunstgeschiedenis: 234157
- Union List of Artist Names: 500044102
- Virtual International Authority File: 207791656